# Juncosa (Reus)
Juncosa és un barri del municipi de Reus, al Baix Camp.
Es tracta d'una sèrie de blocs a la part oriental de Reus, passat el Barri Fortuny, construïts per Josep Juncosa Bellmunt (conegut futbolista) i el seu soci el Sr. Cabello Rico. Es van iniciar al tros del Torroja, cap a l'any 1970. Arriben fins al mas del Casagualda i gairebé enllacen amb les parcel·les Cases. Els blocs eren coneguts amb el nom de «Juncosa-Cabello» i avui, donat el creixement de la zona, són simplement uns edificis més que conformen el barri Juroca (Blocs Juncosa i parcel·les Roca), que arriben fins al carrer d'Astorga. El barranc de l'Escorial hi passa per sota.
Al tros del Torroja, Josep Juncosa hi havia reconstruït una casa de dos pisos sobre l'antic mas, amb una placeta amb moreres i una gran bassa. També hi havia una casa pels masovers, galliners i magatzems, i arbres fruiters amb terres de cultiu. Al construir-se els blocs tot va desaparèixer.